# Ernobius nigrinus
Ernobius nigrinus is een keversoort uit de familie klopkevers (Anobiidae). De wetenschappelijke naam van de soort is voor het eerst geldig gepubliceerd in 1837 door Sturm.